# Hermann von Rampacher

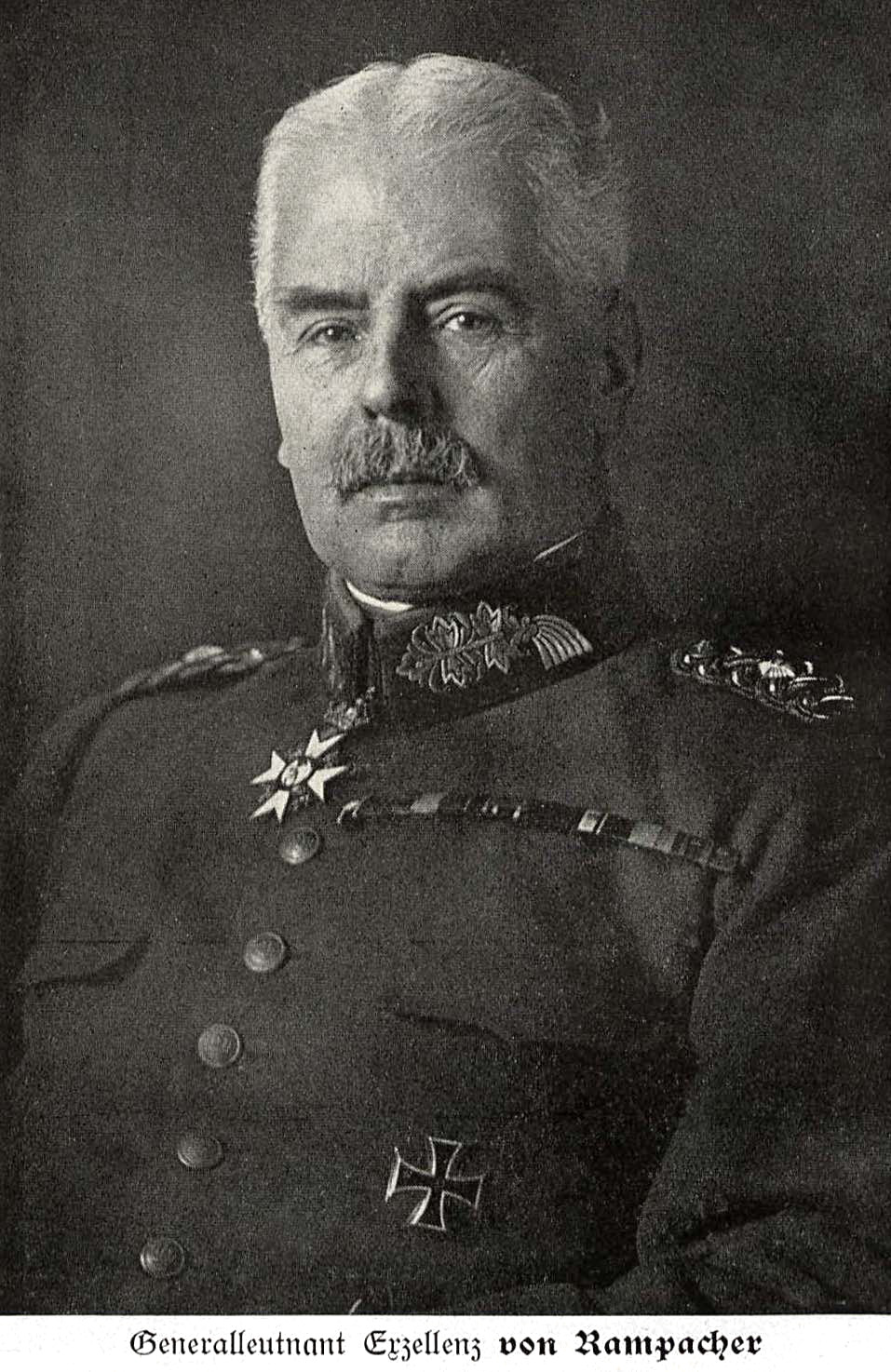
Hermann von Rampacher

Paul Friedrich Hermann Rampacher, seit 1903 von Rampacher, (* 24. Mai 1854 in Stuttgart; † 25. September 1933) war ein württembergischer General der Infanterie.

## Leben

### Familie
Rampacher entstammte einer württembergischen Offiziersfamilie. Sein Vater war der spätere Oberst und Kommandeur des 7. Infanterie-Regiments Karl August Hermann von Rampacher (1817–1871).

### Militärkarriere
Er besuchte das Lyzeum in Ludwigsburg, die Gymnasien in Ulm und Stuttgart sowie das Polytechnikum in der württembergischen Hauptstadt. Anschließend absolvierte Rampacher die Kadettenschule Ludwigsburg und wurde am 21. Juli 1870 als Portepeefähnrich im 7. Infanterie-Regiment der Württembergischen Armee angestellt. Mit dem Regiment nahm er während des folgenden Krieges gegen Frankreich 1870/71 an den Schlachten bei Sedan und Villiers sowie der Einschließung und Belagerung von Paris teil. Am 30. Dezember 1870 wurde Rampacher auf Kriegsdauer zum Sekondeleutnant ernannt und am 1. April 1871 mit dem Eisernen Kreuz II. Klasse ausgezeichnet.
Nach dem Friedensschluss schied Rampacher am 23. Oktober 1871 auf eigenen Wunsch aus dem Militärdienst. Er wurde am 8. September 1873 mit Patent vom 30. Dezember 1870 zum Sekondeleutnant der Reserve befördert. Rampacher trat daraufhin am 7. Juli 1876 wieder in ein aktives Dienstverhältnis in seinem alten Regiment, wurde am 30. April 1877 zum Premierleutnant befördert und fungierte vom 1. März 1879 bis 1. Dezember 1883 als Bataillonsadjutant. Mit seiner Beförderung zum Hauptmann am 14. Juni 1886 folgte seine Versetzung und Ernennung zum Kompaniechef im Grenadier-Regiment „König Karl“ (5. Württembergisches) Nr. 123. Als Major kam Rampacher am 14. Juli 1895 in das Grenadier-Regiment „Königin Olga“ (1. Württembergisches) Nr. 119 und stieg hier einen Monat später zum Bataillonskommandeur auf. Ab 18. Mai 1900 war er als Oberstleutnant beim Stab des Grenadier-Regiments „König Karl“ (5. Württembergisches) Nr. 123. König Wilhelm II. zeichnete Rampacher am 15. Mai 1903 mit dem Ehrenkreuz des Ordens der Württembergischen Krone aus. Damit verbunden war die Erhebung in den persönlichen Adelsstand und er durfte sich nach der Eintragung in die Adelsmatrikel „von Rampacher“ nennen.

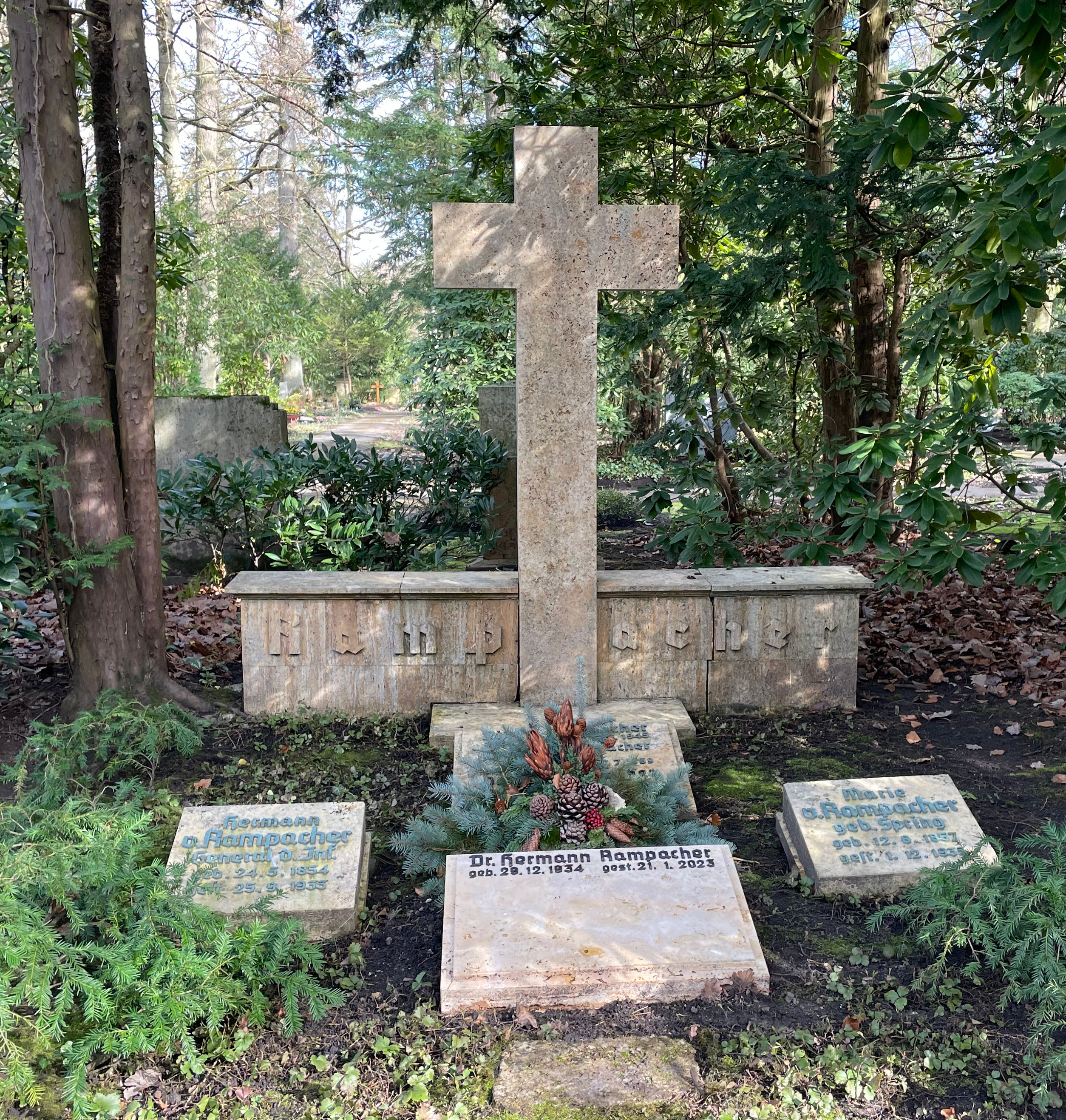
Familiengrab von Hermann von Rampacher auf dem Waldfriedhof Stuttgart

Am 24. April 1904 zum Oberst befördert, war Rampacher bis 20. März 1908 Kommandeur des Infanterie-Regiments „Kaiser Wilhelm, König von Preußen“ (2. Württembergisches) Nr. 120. Anschließend wurde er Generalmajor und unter Kommandierung nach Preußen zum Kommandeur der 31. Infanterie-Brigade in Trier ernannt. Diese Brigade gab Rampacher am 20. April 1911 ab, wurde Generalleutnant und unter Belassung in seinem Kommando nach Preußen zum Kommandeur der 38. Division in Erfurt ernannt. Sein König verlieh ihm am 30. November 1912 das Ritterkreuz des Militärverdienstordens. In Genehmigung seines Abschiedsgesuches wurde Rampacher am 21. Januar 1913 unter Verleihung des Großkreuzes des Friedrichs-Ordens mit der gesetzlichen Pension zur Disposition gestellt. Der preußische König Wilhelm II. würdigte Rampacher gleichzeitig mit der Verleihung der Krone zum Stern des Roten Adlerordens II. Klasse.
Mit Ausbruch des Ersten Weltkriegs wurde Rampacher als Generalleutnant z. D. reaktiviert und am 2. August 1914 zum Kommandeur der 21. Reserve-Division ernannt. Diesen Großverband führte er beim XVIII. Reserve-Korps unter Bruchs der Neutralität durch das Großherzogtum Luxemburg in das ebenfalls neutrale Belgien. Hier nahm Rampacher am 22./23. August an der Schlacht bei Neufchâteau teil und kämpfte im Anschluss daran bis 29. August an der Maas. Am 1. September 1914 wurde er von seinem Kommando entbunden und erhielt den Posten als Inspekteur der Kriegsgefangenenlager im Bereich des stellvertretenden XIII. (Königlich Württembergisches) Armee-Korps. In dieser Funktion hatte Rampacher zugleich auch die militärische Aufsicht über die Reserve- und Vereinslazarette, die Genesungsheime, Privatpflegeanstalten mit Ausnahme der Festungslazarette in Ulm. Ferner unterstanden ihm die Reservelazarette in Stuttgart, Ludwigsburg, Cannstatt, Feuerbach, Degerloch und Hohenheim. Am 22. März 1918 verlieh ihm König Wilhelm II. den Charakter als General der Infanterie, bevor seine Mobilmachungsbestimmung bei Kriegsende aufgehoben wurde.
Hermann von Rampacher wurde auf dem Waldfriedhof Stuttgart begraben.